# 釣りバカ日誌6
『釣りバカ日誌6』（つりバカにっしシックス）は、1993年12月25日公開の日本映画。釣りバカ日誌シリーズ第6作。同時上映は『男はつらいよ 寅次郎の縁談』。宴会芸は「KAMAISHI No,1」で西田が出演していたKDDの「ぜったいイチバン」の替え歌である。

## あらすじ
出世には全く関心が無く仕事なんかそっちのけで妻子と釣りをこよなく愛する万年ヒラ社員の伝助。一方の釣り友達である鈴木建設社長のスーさんは世の中の不況の影響もあって日々諸問題に振り回され釣りを楽しむ暇もなく、おまけに家庭では妻の長期間の海外旅行で家に帰っても誰も話し相手がいなく孤独な日々を過ごす毎日。そんな中、アイナメ釣りの仕掛けを手に入れた伝助は、スーさんの慰労を兼ねて翌々日の週末に岩手県釜石市へアイナメ釣りへ行こうと誘う。だが、スーさんはちょうど週末には講演会の予定が入っていて無理だと断るが、その講演先が偶然にも釜石市だった事を知ると一転して大喜びし、前日の夜、伝助と共に東京から車で一路釜石市へ向かう。ところが伝助は運転免許を持っていないため、スーさんが終始車を運転する羽目となってしまうが、そのお陰で日中のアイナメ釣りを終えて旅館に到着するや否や、講演会を主催する市の幹部たちは後部座席で寝ていた伝助を「鈴木建設社長」、運転していたスーさんを「運転手」と勘違いしてしまう。結局2人は勘違いされたまま、伝助は夜の宴会の席で大いにハメを外し、スーさんは旅館の仲居・澄子と恋に落ちた挙句、翌朝スーさんと澄子は遠野市へ観光に出かけてしまい、旅館に一人残された伝助は「鈴木建設社長」として大ホール満員の釜石市民の前で講演しなければならなくなってしまう。
やがて東京に戻った2人であったが、今回の出来事に伝助の妻・みち子は「人を騙すなんて許せない！」と大激怒。伝助は疲れているスーさんを泊めてあげようとするも、みち子は「今日は帰って！！」とスーさんを追い返してしまう。後日、東京へやって来た澄子。娘の結婚式を間近に控えているが、新郎の側には大物政治家や有名ピアニストなども含め百人を超える招待客を確保しているのに対し、新婦の側には親戚や知人などどんなに寄せ集めても20人にも満たないという。何とかして欲しいと澄子に頼まれたスーさんは伝助にもう一度「社長」として出席してくれないかと頼み、伝助は仕方なく再度「社長」を引き受けるとともに、以前は反対していたみち子も「社長夫人」として、さらには伝助の親友・八郎をはじめ多くの釣り仲間たちを「鈴木建設役員」に仕立て上げ、大勢で結婚式に出席する事になるが…。

## キャスト
浜崎家
- 浜崎伝助（鈴木建設営業三課） - 西田敏行
- 浜崎みち子（妻） - 石田えり
- 浜崎鯉太郎（息子） - 上野友

鈴木家
- 鈴木一之助（鈴木建設代表取締役社長） - 三國連太郎
- 鈴木久江（妻） - 丹阿弥谷津子

メインゲスト
- 本間澄子（花の井ホテル勤務） - 久野綾希子
- 本間佳奈（澄子の娘） - 喜多嶋舞

鈴木建設
- 秋山鉄蔵（専務） - 加藤武
- 堀田（常務） - 前田武彦
- 草森（秘書室長） - 園田裕久
- 佐々木和男（営業三課課長） - 谷啓
- 恵（営業三課） - 戸川純
- 前原（運転手） - 笹野高史

その他
- 太田八郎（ハマちゃんの隣人） - 中本賢
- 立花（記者） - 豊川悦司
- 鳴海課長（釜石市職員）  -  塩見三省
- 浪岡助役  -   織本順吉
- 花の井ホテル従業員 - 井上ユカリ

## スタッフ
- 監督 - 栗山富夫
- 原作 - やまさき十三（作）、北見けんいち（画）（小学館「ビッグコミックオリジナル」連載）
- 脚本 - 山田洋次、関根俊夫、梶浦政男
- プロデューサー - 瀬島光雄、中川滋弘
- 音楽 - かしぶち哲郎
- 撮影 - 安田浩助
- 美術 - 重田重盛
- 編集 - 鶴田益一
- 照明 - 粟木原毅
- 録音 - 近藤勲
- 助監督 - 花輪金一

## ロケ地
- 岩手県釜石市・遠野市

## 釣ったもの
- アイナメ

## 受賞歴
- 第12回ゴールデングロス賞優秀銀賞[2]
- 第17回日本アカデミー賞最優秀主演男優賞（西田敏行）[3]

## 地上波放送履歴
| 回数  | テレビ局   | 番組名             | 放送日         |
| ----- | ---------- | ------------------ | -------------- |
| 初回  | 日本テレビ | 金曜ロードショー   | 1994年12月23日 |
| 2回目 | 日本テレビ | 金曜ロードショー   | 1996年1月12日  |
| 3回目 | フジテレビ | ゴールデン洋画劇場 | 1997年1月4日   |
| 4回目 | 日本テレビ | 金曜ロードショー   | 1997年7月25日  |
| 5回目 | フジテレビ | ゴールデン洋画劇場 | 1999年1月9日   |